# Kupjanśk-Wuzłowyj

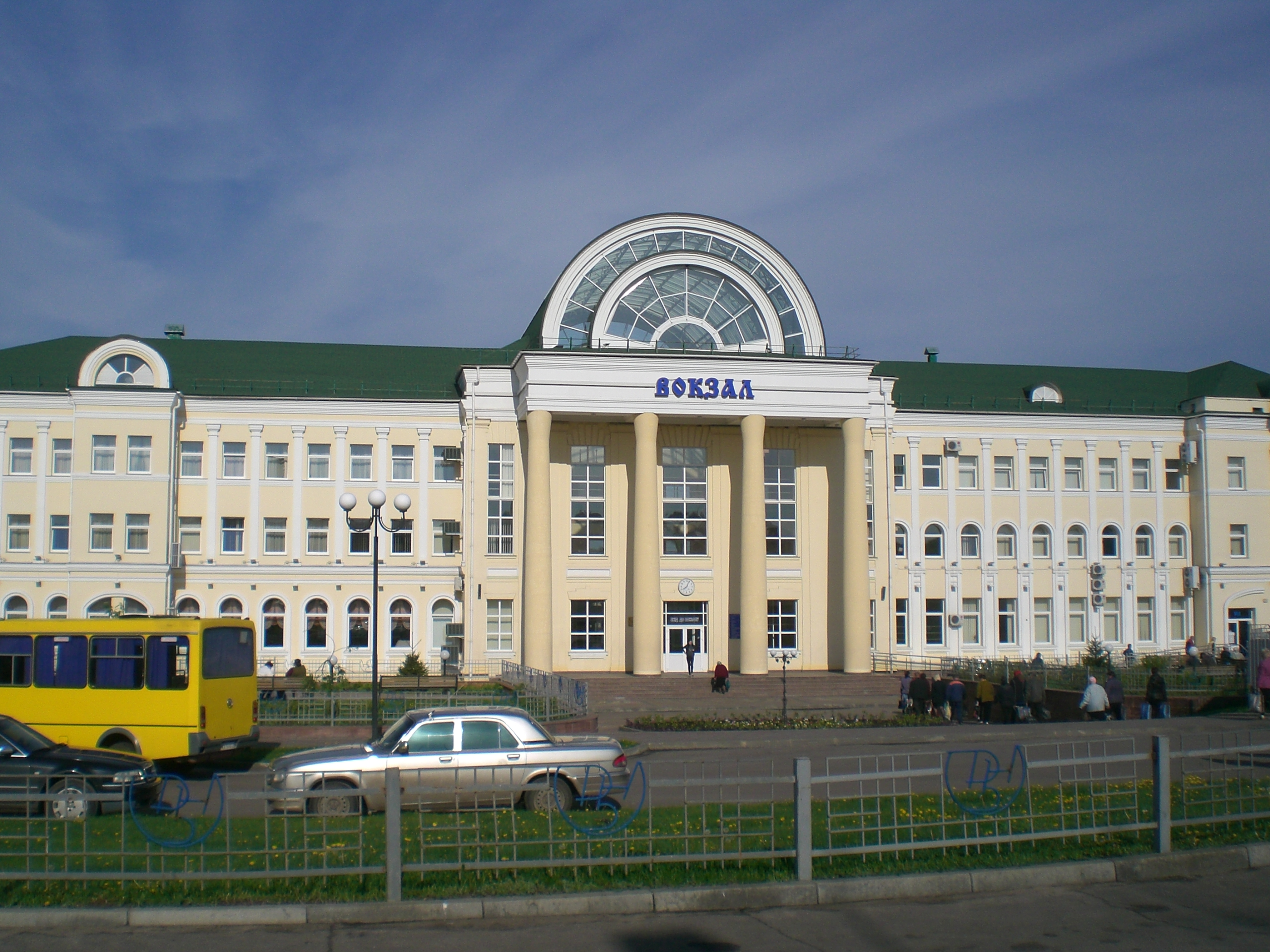
Dworzec kolejowy Kupjanśk-Wuzłowyj

Kupjanśk-Wuzłowyj (ukr. Куп'янськ-Вузловий) – osiedle typu miejskiego na Ukrainie, w obwodzie charkowskim, w rejonie kupiańskim.
Stacja Kupjanśk-Wuzłowyj ma strategiczne znaczenie jako duży węzeł kolejowy połączony ze stacjami Charków, Wałujki, Świętogórsk, Biełgorod i Popasna.

## Historia
Kupjanśk-Wuzłowyj został założony w 1895 roku po uruchomieniu linii kolejowej Bałaszow–Charków. Jego historia jest ściśle związana z powstaniem miasta Kupiańsk.
W 2001 r. osiedle liczyło 9789 mieszkańców, spośród których 6244 posługiwało się językiem ukraińskim, 3250 rosyjskim, 1 bułgarskim, 8 białoruskim, 4 ormiańskim, 17 romskim, 23 innym, a 242 się nie zdeklarowało.
24 lutego 2022 roku, w pierwszych godzinach rosyjskiej inwazji na Ukrainę, Kupjanśk-Wuzłowyj został zajęty przez wojska rosyjskie.
27 września 2022 r. Kupjanśk-Wuzłowyj został wyzwolony przez Siły Zbrojne Ukrainy.